# Задгер, Исидор
Исидор Задгер (нем. Isidor Isaak Sadger; 29 октября 1867, Новы-Сонч, Галиция — 21 декабря 1942, Терезиенштадт) — австрийский врач и психоаналитик, один из крупных теоретиков и клиницистов, последователь З. Фрейда. Основной вклад И. Задгера в психоанализ связан с исследованием сексуальных девиаций. Задгеру принадлежит заслуга по введению в научный оборот ряда клинических понятий (в частности, садомазохизм).

## Биография
И. Задгер начинал свою профессиональную карьеру как специалист по неврозам. С 1894 года опубликовал серию статей по психофизиологии. В ранних работах иногда ссылался на труды З.Фрейда по проблемам истерии.
И. Задгер был одним из первых врачей, которые заинтересовались новой теорией — психоанализом Зигмунда Фрейда. С 1906 года Задгер участвует в регулярных научных встречах по средам, которые затем в 1908 году переросли в Венское психоаналитическое объединение. Она стал одним из учеников и наиболее усердных последователей Фрейда.
И. Задгер, в основном, занимался исследованием проблем сексуальных девиаций. Практиковал психоаналитическую терапию гомосексуализма. Выступал как сторонник медико-юридической защиты гомосексуальности. Исследовал проблемы нарциссизма и гомосексуальности с точки зрения теории бисексуальности В.Флисса. В 1913 году И. Задгером был введен термин садомазохизм.
И. Задгер провёл ряд патобиографических исследований известных личностей. В конце 1920-х Задгер написал воспоминания о своих встречах с Фрейдом
После аншлюса в 1938 году Задгер остался в Вене. Как еврей он был депортирован в сентябре 1942 года в концентрационный лагерь Терезиенштадт, где умер 21 декабря 1942 года.

## Труды
- Heinrich von Kleist: Eine pathographisch-Psychologische Studie. — Wiesbaden: Verlag von J. F. Bergmann, 1910.
- Über den sado-masochistischen Komplex. // Jahrbuch für psychoanalytische und psychopathologische Forschungen, Bd. 5, 1913, S. 157—232.
- Über Nachtwandeln und Mondsucht: eine medizinisch-literarische Studie. — Leipzig, 1914 (Schriften zur angewandten Seelenkunde Heft 16).
- Neue Forschungen zur Homosexualität. — Berlin: Fischer’s Med. Buchh., 1915.
- Die Lehre von den Geschlechtsverirrungen (Psychopathia sexualis) auf psychoanalytischer Grundlage. — Leipzig, Wien: Deuticke, 1921.
- Ein Beitrag zum Verständnis des Sado-Masochismus. // Internationale Zeitschrift für Psychoanalyse, Bd. 7, Nr. 3-4, 1926, S. 413—421
- Sigmund Freud: Persönliche Erinnerungen (1930). — Tübingen: Edition Diskord, 2006. ISBN 3-89295-768-1

### Публикации на русском языке
- Задгер И., Случай множественной перверсии с истерическими абсенциями. — Ижевск: ERGO, 2011.
- Задгер И., Новые исследования по гомосексуальности. — Ижевск: ERGO, 2012.
- Задгер И., Эротика и перверсии. — Ижевск: ERGO, 2012.